# Kathrin Bertschy

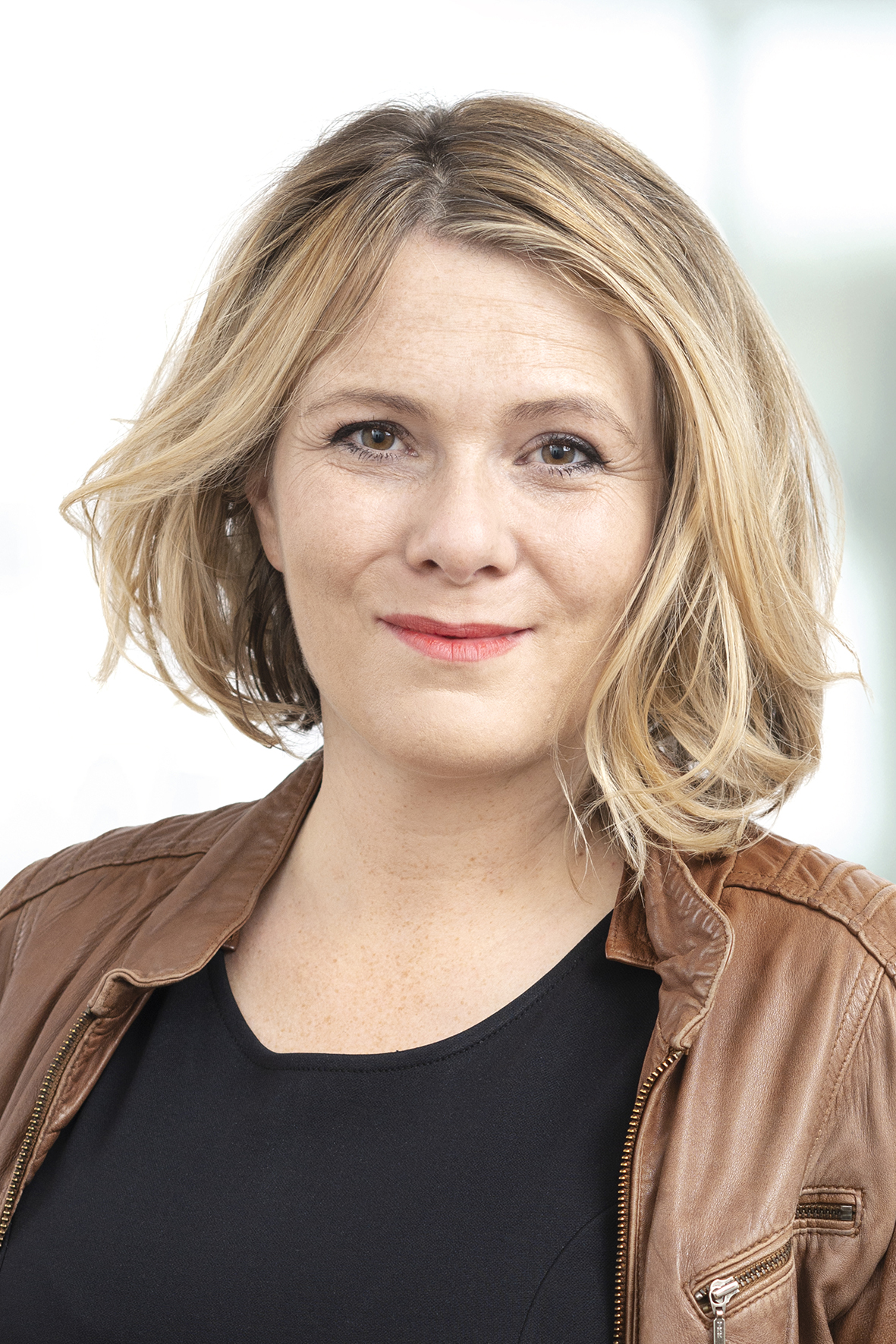
Kathrin Bertschy (2019)

Kathrin Bertschy (* 2. Juli 1979 in Thun; heimatberechtigt in Bern und Düdingen) ist eine Schweizer Politikerin (GLP).

## Biografie
Bertschy ist von Beruf Ökonomin. 2007 schloss sie mit dem Lizentiat (Master) in Volkswirtschaft ab und 2015 mit einem CAS in Wissenschaftsjournalismus. Zwischen 2003 und 2014 übte sie Forschungs- und Beratungstätigkeiten an verschiedenen Institutionen aus, u. a. als Projektleiterin des NFP60-Projekts «Berufseinstieg und Lohndiskriminierung». Seit 2012 ist sie Geschäftsführerin des Beratungsunternehmens Bertschy & Stocker. Seit 2023 ist sie Kolumnistin beim Tages-Anzeiger/Der Bund. Sie lebt mit ihrer Familie in Bern und hat eine Tochter.

## Politische Laufbahn
Bertschy war von Januar 2009 bis Dezember 2011 im Stadtrat (Legislative) der Stadt Bern und war von Juni 2008 bis November 2009 Präsidentin der glp Bern. U. a. setzte sie sich im Stadtrat erfolgreich für die Einführung von Betreuungsgutscheinen für Kindertagesstätten ein.
Bei den Schweizer Parlamentswahlen 2011 wurde sie im Kanton Bern in den Nationalrat gewählt; bei den Wahlen 2015, 2019 und 2023 wurde sie wiedergewählt. Dort ist sie seit 2011 Mitglied der Kommission für Wirtschaft und Abgaben; von 2015 bis 2022 war sie Mitglied der Gerichtskommission der Vereinigten Bundesversammlung. Sie hat sich u. a. in der Agrarpolitik für ökologische Reformen des Direktzahlungssystems eingesetzt. Weiter trat sie mit der parlamentarischen Initiative «Elternzeit von zweimal 14 Wochen» und als Fraktionssprecherin für gesellschaftspolitische Vorstösse (z. B. «Ehe für alle») in Erscheinung.
Am 3. November 2012 wurde sie in die neu gegründete Geschäftsleitung der glp Schweiz gewählt. Dort war sie von 2016 bis 2021 Vizepräsidentin.
Am 19. November 2014 wurde sie zusammen mit Nationalrätin Maya Graf (Grüne BL) zur Co-Präsidentin des Frauendachverbandes alliance F gewählt. In dieser Funktion initiierte sie, zusammen mit der Operation Libero, die überparteiliche Kampagne «Helvetia ruft», die mehr Frauen in die Schweizer Politik bringen will. Zusammen mit alliance F möchte sie erreichen, dass die Mutterschaftsentschädigung trotz Arbeit im Parlament ausbezahlt wird, aber bisher bis vor Bundesgericht scheiterte.
2016 gründete Bertschy mit Corina Gredig den Thinktank glp lab, dem sie als Schirmherrin und Vereinspräsidentin vorstand.